# Сосипатр
Сосипатр — апостол від сімдесяти, родом з Ахаї, був єпископом Іконії, де і помер.
Святі апостоли Ераст, Сосипатр, Куарт і Тертій були учнями святого апостола Павла. Про них він згадує в Посланні до Римлян: « Вітають вас … Ясон, і Сосипатр, мої» (Рим. 16:21).
Згідно з житієм, з Євангельської проповіддю він і апостол Ясон вирушили на захід і в 63 році досягли острова Керкіри (нині — Корфу) в Іонічному морі поблизу Греції. Там вони побудували церкву в ім'я первомученика Стефана і багатьох охрестили. Про це донесли правителю цього острова — Керкиліну — і той наказав кинути їх до в'язниці, де сиділи семеро розбійників: Саторніл, Якісхол, Фавстіан, Януарій, Марсалій, Євфрасій і Маммій. Апостоли навернули їх до Христа. Після цього правитель наказав бити апостолів батогом і знову ув'язнити.
Також повірив у Христа темничний сторож, за що правитель наказав відтяти йому ліву руку, обидві ноги та голову. Побачивши це мучеництво, навернулась на християнство Керкіра, донька правителя. За це батько віддав її на зґвалтування одному з
муринів, але на того рапттом напав ведмідь і смертельно поранив мурина, але Керкіра в чудесний спосіб зцілила його. Врешті-решт, цар наказав повісити власну доньку. Через деякий час він із загоном воїнів був поглинений морем.
Наступний же правитель наказав кинути апостолів Ясона і Сосипатра в казан з киплячою смолою, але коли побачив їх неушкодженими, зі сльозами вигукнув: «Боже Ясона і Сосипатра, помилуй мене!». Звільнені апостоли охрестили правителя і дали йому ім'я Севастіан. Через кілька днів помер син правителя, і, за переказами, апостоли воскресили його. Із його допомогою апостоли Ясон, і Сосипатр побудували на острові кілька церков і дожили там до глибокої старості.

## Дні пам'яті
- У православному церковному календарі: 28 квітня (11 травня), 4 січня (17) — соборна пам'ять апостолів від 70-ти.
- У католицькому: 25 червня.